# 约尔丹·比科夫
约尔丹·比科夫（1950年10月17日—），保加利亚男子举重运动员。他曾代表保加利亚参加1972年夏季奥林匹克运动会举重比赛，获得男子75公斤级金牌。